# Hege Riise
Pour les articles homonymes, voir Riise.
Hege Riise, née le 18 juillet 1969 à Lørenskog (Viken), est une footballeuse internationale norvégienne évoluant au poste de milieu de terrain, devenue entraîneuse.
Riise fait ses débuts avec l'équipe de Norvège de football féminin en 1990. Elle est sacrée championne du monde en 1995 et reçoit la médaille d'or aux Jeux olympiques de Sydney en 2000. Riise est aussi élue meilleure joueuse de la Coupe du monde de football féminin 1995.
Elle prend sa retraite internationale en septembre 2004 et totalise 188 matchs en sélection norvégienne pour 58 buts.
Elle devient entraîneuse en 2006 et remporte sept championnats de Norvège avec son club, Lillestrøm Sportsklubb Kvinner, après avoir été aussi coach de l'équipe de Norvège des moins de 19 ans et coach adjointe de l'équipe des Etats-Unis.
Elle est nommée comme meilleure coach féminine par la FIFA en 2020.
Début 2021, elle est désignée pour assurer l'intérim comme coach de l'équipe de Grande-Bretagne féminine de football et conduire les joueuses aux Jeux olympiques de Tokyo. L'équipe se fait éliminer en quarts de finale contre l'Australie. 
En 2022, elle est nommée entraîneuse de la sélection féminine de Norvège, après la grande déception de l'élimination de l'équipe dès la phase de groupe au Championnat d'Europe de football en Angleterre. Elle démissionne le 1er septembre 2023.

## Palmarès
- Championne du monde en 1995 avec la Norvège
- Championne d'Europe en 1993 avec la Norvège
- Médaille d'or aux Jeux olympiques de Sydney en 2000 avec la Norvège